# 1936 en sport

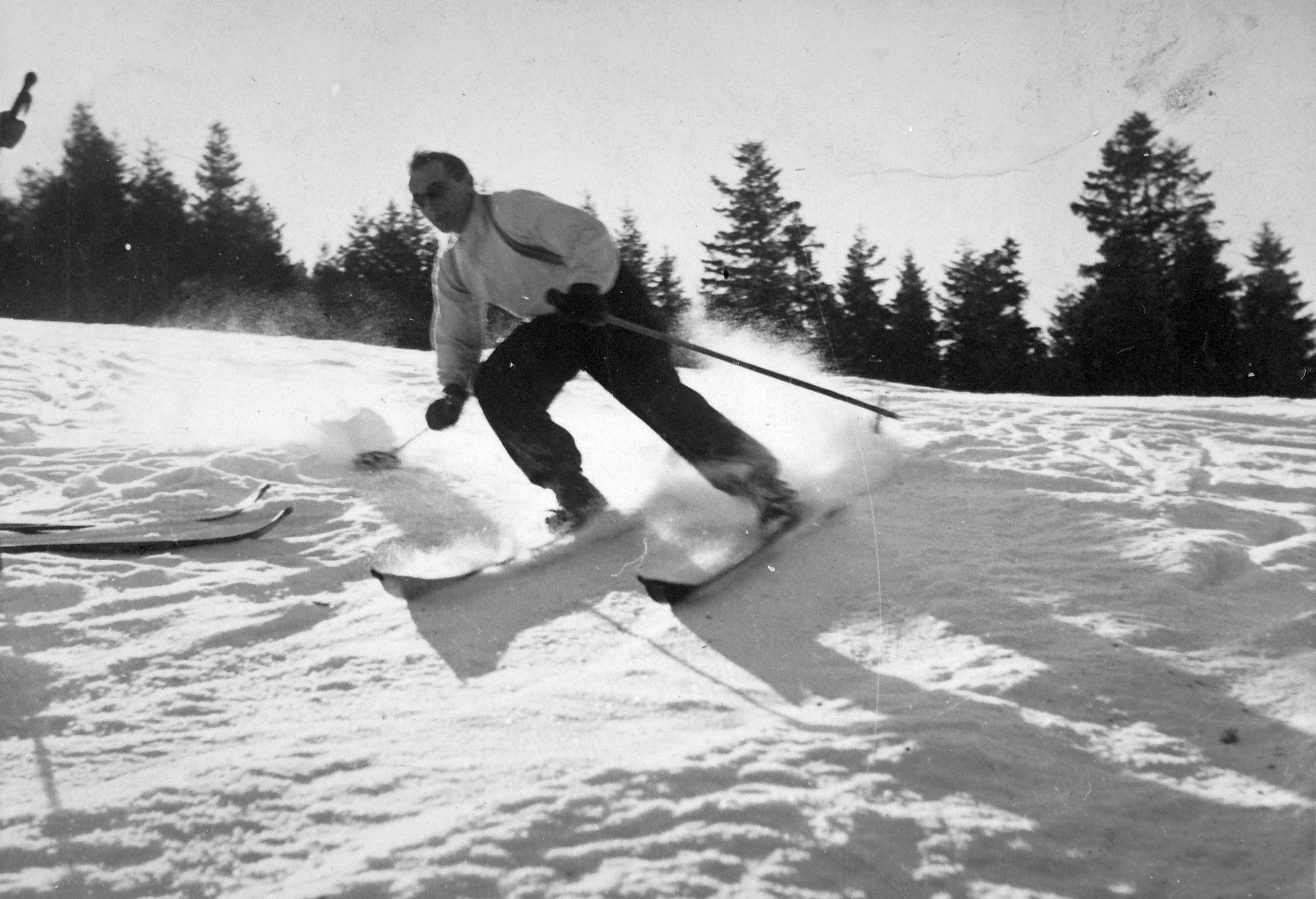

Cet article présente les faits marquants de l'année 1936 en sport.

## Automobile
- Le Roumain Ion Zamfirescu remporte le Rallye automobile Monte-Carlo sur une Ford.
- Le pilote allemand Bernd Rosemeyer est champion d'Europe des pilotes de Grand Prix.

## Baseball
- Les New York Yankees remportent les World Series face aux New York Giants.
- Le temple de la renommée du baseball est établi. Ty Cobb, Walter Johnson, Christy Mathewson, Babe Ruth et Honus Wagner sont les premiers joueurs élus.

## Basket-ball
- SC Paris Ouest champion de France.

## Cyclisme
- Le Français Georges Speicher s’impose sur le Paris-Roubaix.
- 7 juillet - 2 août, Tour de France : le Belge Sylvère Maes s’impose devant le Français Antonin Magne et le Belge Félicien Vervaecke.
  - Article détaillé : Tour de France 1936
- Le Français Antonin Magne s’impose sur le Championnat du monde sur route de course en ligne.

## Football
- Sunderland AFC est champion d’Angleterre.
- Celtic est champion d’Écosse.
- 18 avril : les Rangers remportent la Coupe d’Écosse face à Third Lanark, 1-0.
- 25 avril : Arsenal remporte la Coupe d’Angleterre en s’imposant en finale face à Sheffield United, 1-0.
- 26 avril : Admira est champion d'Autriche
- 3 mai : le RC Paris remporte la Coupe de France face au FCO Charleville, 3-0.
- 10 mai : Bologne FC 1909 champion d’Italie.
- 24 mai : le RC Paris champion de France signe un doublé coupe/championnat.
  - Article détaillé : Championnat de France de football D1 1935-1936
- L'Athletic Bilbao est champion d’Espagne.
- 1.FC Nuremberg est champion d’Allemagne.
- Daring est champion de Belgique.
- Le Feyenoord Rotterdam est champion des Pays-Bas.
- Lausanne Sports est champion de Suisse.
- 21 juin : le Real Madrid remporte la Coupe d'Espagne en s'imposant 2-1 face au FC Barcelone.
- 20 décembre : CA River Plate est champion d'Argentine.
  - Article détaillé : 1936 en football

## Football américain
- 13 décembre : Packers de Green Bay champions de la National Football League. Article détaillé : Saison NFL 1936.

## Football canadien
- Coupe Grey : Imperials de Sarnia 26, Rough Riders d'Ottawa 20.

## Golf
- Le Britannique Alfred Padgham remporte le British Open.
- L’Américain Tony Manero remporte l’US Open.
- L’Américain Densmore Shute remporte le tournoi de l’USPGA.
- L’Américain Horton Smith remporte le tournoi des Masters.

## Hockey sur glace
- Les Red Wings de Détroit remportent la Coupe Stanley 1936.
- Coupe Magnus : les Français Volants de Paris sont champions de France.
- Le Zürcher SC est champion de Suisse.
- La Grande-Bretagne remporte le championnat du monde qui eurent lieu au cours des Jeux olympiques d'hiver.
- Première saison de la Ligue américaine de hockey alors connue sous le nom de International-American Hockey League.

## Jeux olympiques
- Jeux olympiques d'été à Berlin (Allemagne) dont les compétitions se tiennent entre le 1er août et le 16 août.
  - Article de fond: Jeux olympiques d'été de 1936.
- Jeux olympiques d'hiver à Garmisch-Partenkirchen (Allemagne) dont les compétitions se tiennent entre le 6 février et le 16 février.
  - Article de fond: Jeux olympiques d'hiver de 1936.

## Joute nautique
- Jean Carmassi (dit l'avenir) remporte le Grand Prix de la Saint-Louis à Sète.

## Moto
- 30-31 mai : Bol d'or : le belge Edgard Craet gagne sur une Gillet-Hertsal.

## Rugby à XIII
- 19 avril : à Talence, Côte basque remporte la Coupe de France face à Villeneuve-sur-Lot 15-8.
- 3 mai : à Talence, le XIII Catalan remporte le Championnat de France face à Bordeaux 25-14.
- 10 mai : à Perpignan, Côte basque remporte la Supercoupe face au XIII Catalan 16-15.

## Rugby à XV
- Le Pays de Galles remporte le Tournoi.
- 10 mai : le RC Narbonne est champion de France en s'imposant en finale face à l'AS Montferrand, 6-3.
- Le Hampshire champion d’Angleterre des comtés.
- Western Province champion d’Afrique du Sud des provinces (Currie Cup).

## Tennis
- Tournoi de Roland-Garros :
  - L’Allemand Gottfried von Cramm s’impose en simple hommes.
  - L’Allemande Hilde Sperling s’impose en simple femmes.
- Tournoi de Wimbledon :
  - Le Britannique Fred Perry s’impose en simple hommes.
  - L’Américaine Helen Jacobs s’impose en simple femmes.
- championnat des États-Unis :
  - Le Britannique Fred Perry s’impose en simple hommes.
  - L’Américaine Alice Marble s’impose en simple femmes.
- Coupe Davis : l'équipe de Grande-Bretagne bat celle d'Australie : 3 - 2.

## Naissances
- 23 janvier : Don Nottebart, joueur de baseball américain. († 4 octobre 2007).
- 3 février : Bob Simpson, joueur de cricket australien, comptant 62 sélections en test cricket de 1957 à 1978. († 16 août 2025).
- 17 février : Jim Brown, joueur de football US américain. († 18 mai 2023).
- 18 février : Dick Duff, joueur de hockey sur glace canadien.
- 23 février : Roger Rivière, coureur cycliste français. († 1er avril 1976).
- 4 mars : Jim Clark, pilote automobile écossais. († 7 avril 1968).
- 22 mars : Marcel Rozier, cavalier français.
- 15 avril : Raymond Poulidor, coureur cycliste français († 13 novembre 2019).
- 17 mai : Guy Camberabero, joueur de rugby à XV français.
- 19 mai : Andrej Kvašňák, footballeur tchécoslovaque. († 18 avril 2007).
- 3 juin : Colin Meads, joueur de rugby à XV néo-zélandais († 20 août 2017).
- 13 juin : Michel Jazy, athlète français.(† 1er février 2024).
- 18 juin : Denis Clive Hulme, pilote de course automobile néo-zélandais, († 4 octobre 1992).
- 28 juin : Sir Garfield Sobers, joueur de cricket barbadien.
- 29 juin : David Jenkins, patineur artistique américain.
- 7 juillet : Jo Siffert, pilote automobile suisse († 24 octobre 1971).
- 12 août : Rachid Mekloufi, footballeur franco-algérien. († 8 novembre 2024).
- 21 août : Wilt Chamberlain, joueur américain de basket-ball. († 12 octobre 1999).
- 12 septembre : Miranda Cicognani, gymnaste artistique italienne, († 28 janvier 2025).
- 19 septembre : Al Oerter, athlète américain. († 1er octobre 2007).
- 27 septembre : Jean Férignac, joueur français de handball. († 13 mai 2023).
- 20 octobre : Bob Burdick (en), pilote automobile americain. pilote de NASCAR. († 4 octobre 2007).
- 1ernovembre : Gary Player, golfeur d’Afrique du Sud.
- 3 novembre : Roy Emerson, joueur de tennis australien.
- 5 novembre : Uwe Seeler, footballeur allemand. († 21 juillet 2022).

## Décès
- 6 octobre : Rodney Heath, 52 ans, joueur australien de tennis, vainqueur de deux titres du Grand Chelem, (Open d'Australie 1905 et 1910). (° 15 juin 1884).